# Marcel Wiriath
Pour les articles homonymes, voir Wiriath.
Marcel Georges Wiriath, né le 19 novembre 1898 à Sainte-Menehould en Argonne et mort le 13 février 1974 à Paris, est un banquier français, président du Crédit lyonnais.

## Biographie

### Une carrière au sein du Crédit lyonnais
Fils de Gaston Wiriath, notaire, et de Marie-Hélène Périnet, Marcel Wiriath a suivi ses études secondaires à Nancy et à Paris, au lycée Lycée Janson-de-Sailly. Ancien combattant, titulaire de la médaille militaire et de 3 citations, il revient à Nancy pour ses études de droit, puis gagne Paris et sa faculté de droit: il est docteur en droit.
Il fait la guerre dans le même régiment que Paul Vialar dont il devient l'ami le plus proche.
Il entre au Crédit lyonnais, en 1931 : fondé de pouvoir puis directeur adjoint des agences de Paris, inspecteur général des agences, il est ensuite directeur général adjoint, puis directeur général de cette banque nationalisée à la Libération, en septembre 1955, vice-président-directeur général en 1958 et président en décembre 1961. À sa retraite en 1967, il est désigné président honoraire et administrateur. Du fait des liens entre cette banque et la Régie Renault, il est aussi administrateur de cette autre entreprise publique à partir de novembre 1949, puis vice-président en février 1958. Il siège également au conseil d'administration d’autres sociétés : Compagnie des forges de Châtillon-Commentry et Neuves-Maisons, à partir de 1957, Société française des nouvelles galeries réunies (vice-président à partir de 1967 des Nouvelles Galeries), champagnes Pommery, Société des téléphones Ericsson, Foncière transport, Compagnie française d'épargne et de crédit (filiale de la Compagnie bancaire,).
Sa présidence du Lyonnais est marquée par un conflit entre le directeur général et le directeur général adjoint, qu'il ne parvient pas à arbitrer, ce qui va contribuer à la nomination d'un nouveau président qui n'a pas été formé dans l'entreprise, François Bloch-Lainé,. Wiriath, lors d'un dîner pour le centenaire du Crédit lyonnais en 1963, avait formulé le vœu que l'État n'utilise pas les banques nationalisées pour « récompenser ses fonctionnaires ou s'en débarrasser », au grand dam des autres dirigeants de la banque, gênés par cette déclaration abrupte faite en présence du ministre des finances Valéry Giscard d'Estaing.
Il est fait commandeur de la Légion d'honneur comme président du Lyonnais en 1969. 

### Vie privée
Il épouse le 4 mars 1936 Yvonne Fayard, second enfant de l’éditeur Arthème Fayard, ce qui lui permet d'intégrer la « société parisienne ». 

### Un militant d'Action française resté fidèle à ses convictions royalistes
Étudiant puis jeune fondé de pouvoir du Crédit lyonnais, il milite aux Camelots du Roi de l'Action française. Il est membre au début des années 1930 du comité directeur de la Fédération nationale des Camelots du roi, président de la section du 10e arrondissement et vice-président de la Fédération de Paris et de la banlieue.
Il participe à la fameuse évasion de Léon Daudet en 1927, prend part en février-mars 1931 aux manifestations contre la pièce donnée à l'Ambigu et jugée « proboche », L’Affaire Dreyfus. Il fustige Louis Barthou en décembre 1930 : il va à une séance de l'Académie française à laquelle Barthou doit prendre la parole. Là, il s'écrie : « Arrêtez, Barthou ! Vous n'êtes pas qualifié pour parler au nom de la vertu. Comme chacun sait, vous êtes un homme taré ! ». Il poursuit: « Il y a ici une assemblée d'honnêtes gens. Elle représente l'élite intellectuelle du pays. C'est un scandale pour l'esprit qu'un homme taré, qu'une saloperie comme vous, vienne délivrer des prix de vertu ». Il reprend là les accusations portées par Léon Daudet et Charles Maurras depuis 1927 : Barthou aurait été un menteur (il n'aurait pas écrit une ligne de ses ouvrages), un voleur (bibliophile, il aurait été prêt à tout pour s'emparer de livres anciens) et un pervers, « souilleur de jeunes filles mineures » et adepte du martinet et d'autres jeux sexuels pratiqués dans un bordel de la rue de Furstemberg, qui lui valent les sobriquets de « Médor » ou de « Barthoutou » donnés par Daudet pour venger la mort de son fils Philippe. Pour son geste et ses paroles, la ligue et le quotidien de Maurras le mettent en valeur ensuite. Il rend visite à Charles Maurras en prison en octobre 1936. On le trouve encore, avec son épouse, au dîner donné en l’honneur de Maurras pour sa sortie de prison en juillet 1937, au banquet annuel de l’Action française en 1938, à une réunion en hommage à Maurras pour son élection à l’Académie française en 1939.
Au lendemain de la Seconde Guerre mondiale, il aide Maurras pendant son procès et devient son subrogé-tuteur légal pendant les années de prison du maître du « nationalisme intégral », frappé d'incapacité après sa condamnation par la Cour de justice de Lyon .
Il appuie les demandes de révision du procès de Maurras; on le trouve à la réunion organisée par Aspects de la France en décembre 1949, au cours de laquelle discourent Henri Massis, Gabriel Marcel, Daniel Halévy, Pierre Boutang et le Colonel Rémy en faveur de Maurras, mais aussi de Pétain. Selon le colonel Rémy, Marcel Wiriath, « disciple de Maurras de la plus belle eau (…)  (était) fermement attaché à la mémoire du maréchal Pétain » après la Seconde Guerre mondiale. Ce banquier est devenu un ami proche de Rémy et l’invite souvent à sa table. Il joua selon Rémy lui-même un « rôle déterminant » dans sa prise de conscience d’un « aspect de la résistance qui (lui) était inconnu » : « l’obscur effort consenti sans relâche, jour après jour, par des millions de nos compatriotes entièrement dévoués à la personne du maréchal Pétain et qui s’appliquaient à aider celui-ci à maintenir la France ».
Wiriath est l'un des deux vice-présidents avec Gustave Thibon de l'association Les amitiés franco-espagnoles, fondée en 1951 et présidée par Henri Massis, avec le général Maxime Weygand comme président d"honneur. On le trouve au déjeuner donné en hommage à Weygand en 1957 par le Centre d'études politiques et civiques.
Un des présidents du Crédit lyonnais, Jean Deflassieux, affirme que Wiriath lui aurait dit: « Voyez-vous Deflassieux, me dirait-on: Marcel, si tu te brûles la cervelle, le roi reviendra demain en France, qui, dès lors, sera bien gouvernée, puissante et prospère, je le ferai sans hésiter ». Pierre Boutang le qualifie de « fidèle des fidèles ». En 1968, il accepte d'être membre d'un comité du centenaire de Maurras, aux côtés d'autres maurrassiens.
Les convictions royalistes de Wiriath sont citées en exemple par le sénateur Raymond Bourgine en 1981, s'adressant, au Sénat, au ministre de l'industrie Pierre Dreyfus - cet ancien patron de Renault a bien connu Wiriath - et lui demandant si le nouveau pouvoir socialiste compte nommer des dirigeants d'entreprises publiques sans tenir compte de leurs convictions politiques, comme cela avait été le cas pour Wiriath.

## Œuvres
- Silhouettes, Les îles d'or, 1949

- Notes du soir, Plon, 1968.

## Sources
- Hubert Bonin, Le monde des banquiers français au XXe siècle, Complexe, 2000
- Collectif, Le Crédit lyonnais, 1863-1986: études historiques, Genève, Librairie Droz, coll. « Publications du Centre d'histoire économique internationale de l'Université de Genève », 2003, 1020 p. (ISBN 978-2-600-00807-5, ISSN 1422-7630, OCLC 51612825, lire en ligne)
- Albert Marty, L'Action française racontée par elle-même, NEL, 1986
- Actes du quatrième colloque Maurras, Aix-en-Provence, IEP, 1974, p. 22
- Who's Who, 1969